# Sブロック元素
Sブロック元素とは、第1族元素（水素、アルカリ金属）、第2族元素（ベリリウム、マグネシウム及びアルカリ土類金属）及びヘリウムのこと。Sブロック元素は典型元素であり、周期ごとに2つの電子がs軌道に満たされる。ヘリウムを除いたSブロック元素は反応性が高かったり、第1族元素及び第2族元素は金属の中で融点が非常に低かったりと、似通った性質を示す。これは、電子配置の構造が同じであることによる。ちなみに、SブロックのSは英語の sharp に由来する。

## 属する元素
第1周期水素 (H)、ヘリウム (He)
第2周期リチウム (Li)、ベリリウム (Be)
第3周期ナトリウム (Na)、マグネシウム (Mg)
第4周期カリウム (K)、カルシウム (Ca)
第5周期ルビジウム (Rb)、ストロンチウム (Sr)
第6周期セシウム (Cs)、バリウム (Ba)
第7周期フランシウム (Fr)、ラジウム (Ra)